# دلال مغربی
دلال سعید المغربی (زاده ۱۹۵۹-۱۹۷۸) چریک و شبه نظامی دختر فلسطینی و عضو جنبش فتح فلسطین بخشی از سازمان آزادی‌بخش فلسطین. وی فرماندهی عملیات موسوم به عملیات کمال عدوان را بر عهده داشت.

## زندگی
مغربی در اردوگاه پناهندگان فلسطینی صبرا در بیروت، لبنان، متولد و بزرگ شد. پدر او یک پناهنده فلسطینی بود که قبل از جنگ ۱۹۴۸ در یافا، فلسطین، زندگی می‌کرد. مادرش لبنانی بود.
مغربی در ابتدا به عنوان پرستار تحصیل کرد، اما زمانی که جنگ داخلی لبنان در سال ۱۹۷۵ آغاز شد به فتح پیوست و شروع به کار در سرویس ارتباطات این سازمان کرد. در سال ۱۹۷۷، او یک دوره آموزشی سه ماهه را به پایان رساند و به درجه ستوانی رسید. فَتح به او یک پست در ایتالیا به عنوان افسر سیاسی در دفتر PLO پیشنهاد داد، اما او این پیشنهاد را رد کرد و در عوض یک حرفه نظامی را انتخاب کرد.

## عملیات ۱۹۷۸ موسوم به عملیات کمال عدوان
مغربی بخشی از گروهی متشکل از یازده مبارز فلسطینی و لبنانی بود که در تاریخ ۱۱ مارس ۱۹۷۸، در ساحل نزدیک تل‌آویو فرود آمدند. گفته می‌شود که مغربی رهبری این گروه را بر عهده داشت. هدف از این حمله، جلوگیری از مذاکرات صلح بین مناخم بگین و انور سادات بود، و قصد آن‌ها حمله به وزارت دفاع در تل‌آویو یا "رسیدن به کنست و درخواست آزادی زندانیان فلسطینی" بود.
مخالفان مسلح یک اتوبوس را تصرف کرده و به سمت تل‌آویو حرکت کردند و سپس اتوبوس دیگری را ربوده و گروگان‌ها را (که اکنون به ۷۱ نفر می‌رسید) به اتوبوس اول منتقل کردند.
نیروهای اسرائیلی اتوبوس را متوقف کردند و قبل از انفجار آن، درگیری مسلحانه رخ داد.
در جریان درگیری، مغربی ظاهراً پرچم فلسطین را برافراشت و اعلام تشکیل دولت فلسطین کرد. اسرائیل ادعا می‌کند که اتوبوس زمانی منفجر شد که مغربی آن را با بم دستی منفجر کرد، در حالی که فلسطینی‌ها می‌گویند که این اتوبوس توسط هلیکوپتر جنگی اسرائیل مورد اصابت قرار گرفت. در این حادثه ۳۸ اسرائیلی کشته و ۷۲ نفر زخمی شدند. مغربی و ۸ نفر دیگر از مخالفان مسلح نیز کشته شدند.

## یادبودها و مبادله بقایا
به عنوان بخشی از تبادل زندانیان اسرائیل-حزب‌الله در سال ۲۰۰۸، قرار بود بقایای جنازه مغربی به لبنان بازگردانده شود. اما نیروهای دفاعی اسرائیل ظاهراً به دلیل جریان‌های زیرزمینی که تابوت‌ها را در گورستان جابه‌جا می‌کردند، نتوانستند این جسد را پیدا کنند. خواهر مغربی به خبرگزاری معان گفت که خانواده تابوتی دریافت کرد که حاوی "فقط خاک و سنگ" بود.
در میان بسیاری از فلسطینی‌ها، مغربی به عنوان کشته در راه مبارزه برای آزادی فلسطین شناخته می‌شود. بسیاری از مکان‌ها و نهادهای فلسطینی، که برخی از آنها توسط مقامات فلسطینی افتتاح شده‌اند، نام او را بر خود دارند.